# Homegrown (album van Neil Young)
Homegrown is het 40e studioalbum van de Canadese singer-songwriter Neil Young. Het album is opgenomen tussen juni 1974 en januari 1975 maar het werd pas in 2020 uitgebracht bij Reprise Records.

## Tracklist
Alle muziek en teksten zijn geschreven door Neil Young. 
| Nr. | Titel                     | Duur |
| --- | ------------------------- | ---- |
| 1.  | Separate Ways             | 3:33 |
| 2.  | Try                       | 2:47 |
| 3.  | Mexico                    | 1:40 |
| 4.  | Love Is a Rose            | 2:16 |
| 5.  | Homegrown                 | 2:47 |
| 6.  | Florida                   | 2:58 |
| 7.  | Kansas                    | 2:12 |
| 8.  | We Don't Smoke It No More | 4:50 |
| 9.  | White Line                | 3:14 |
| 10. | Vacancy                   | 3:59 |
| 11. | Little Wing               | 2:10 |
| 12. | Star of Bethlehem         | 2:42 |